# Radosław Sobolewski
Radosław Sobolewski [raˈdɔswaf sɔbɔˈlɛfsci] (* 13. Dezember 1976 in Białystok) ist ein ehemaliger polnischer Fußballspieler  und jetziger Trainer.

## Spielerkarriere

### Vereinskarriere
Sobolewski begann seine Karriere in seiner Heimatstadt bei Jagiellonia Białystok. Vor der Rückrunde der Saison 1997/98 wechselte er zu Wisła Płock, wo er bis zur Hinrunde der Saison 2002/03 blieb. Seine nächste Station in der Ekstraklasa war Dyskobolia Grodzisk, für das er bis zur Saison 2004/05 zum Einsatz kam. Erneut zur Winterpause wechselte er zum polnischen Spitzenverein Wisła Krakau, mit dem er 2005 auf Anhieb polnischer Meister wurde. Es folgten drei weitere Meisterschaften. Außerdem war Sobolewski langjähriger Kapitän von Wisła Krakau. Nach achteinhalb Jahren verließ er Krakau 2013 und wechselte zum polnischen Rekordmeister Górnik Zabrze, bei dem er 2016 seine Karriere beendete.

### Nationalmannschaft
Von 2003 bis 2007 spielte Sobolewski 32 Mal für die polnische Nationalelf und erzielte dabei ein Tor. 2006 nahm er mit der Mannschaft an der Weltmeisterschaft in Deutschland teil und stand dort bei zwei der drei Vorrundenspiele in der Startaufstellung, ehe die Mannschaft nach der Vorrunde ausschied. Beim zweiten Vorrundenspiel gegen Deutschland am 14. Juni 2006 bekam Sobolewski in der 75. Minute die gelb-rote Karte und ist damit bis heute der einzige polnische Nationalspieler, der bei einer Weltmeisterschaft des Platzes verwiesen wurde. Nach der erfolgreichen Qualifikation für die Europameisterschaft 2008 trat Sobolewski Ende 2007 überraschend aus der Nationalmannschaft zurück.

### Erfolge
- 1× WM-Teilnahme (2006)
- 1× Polnischer Fußballpokal (2004/05)
- 4× Polnischer Meister (2005, 2008, 2009 und 2011)

## Trainerkarriere
Nach dem Ende seiner Spielerkarriere wurde Sobolewski 2016 Co-Trainer seines ehemaligen Vereins Wisła Krakau in der Ekstraklasa. In den folgenden Jahren betreute er die Mannschaft gemeinsam mit dem zweiten Co-Trainer Kazimierz Kmiecik insgesamt drei Mal zudem auch als Interimstrainer; zum ersten Mal für knapp zwei Monate in insgesamt fünf Ligapartien und einem Pokalspiel ab November 2016 nach dem Rücktritt von Dariusz Wdowczyk, bis im Januar 2017 mit Kiko Ramírez ein Nachfolger verpflichtet wurde. Nach dessen Freistellung betreute das Duo die Mannschaft erneut ab Dezember 2017 in den restlichen zwei Spielen bis Jahresende, ehe ab Januar 2018 Joan Carrillo übernahm. Ein drittes Mal betreute das Duo den Erstligisten nach Carillos Demission im Juni 2018 für eine Woche während der Vorbereitung auf die neue Saison 2018/19, bis Maciej Stolarczyk verpflichtet wurde.
Im August 2019 verpflichtete der Ligakonkurrent Wisła Płock Sobolewski als neuen Cheftrainer, für den er ebenfalls früher schon als Spieler aktiv war. Im April 2021 wurde er dort freigestellt.
Im Februar 2022 kehrte er zu Wisła Krakau zurück, wo er unter dem ebenfalls neu verpflichteten Cheftrainer Jerzy Brzęczek erneut Co-Trainer wurde. Am Ende der Saison stieg die Mannschaft in die zweite Liga ab. Nachdem die Mannschaft dort in der anschließenden Saison 2022/23 nach zwölf Spieltagen Anfang Oktober 2022 nur auf dem neunten Tabellenplatz stand, trat Brzęczek zurück. An seiner Stelle wurde Sobolewski zum neuen Cheftrainer der Mannschaft berufen und mit einem Vertrag bis Saisonende ausgestattet.